# Slackline (sangle)

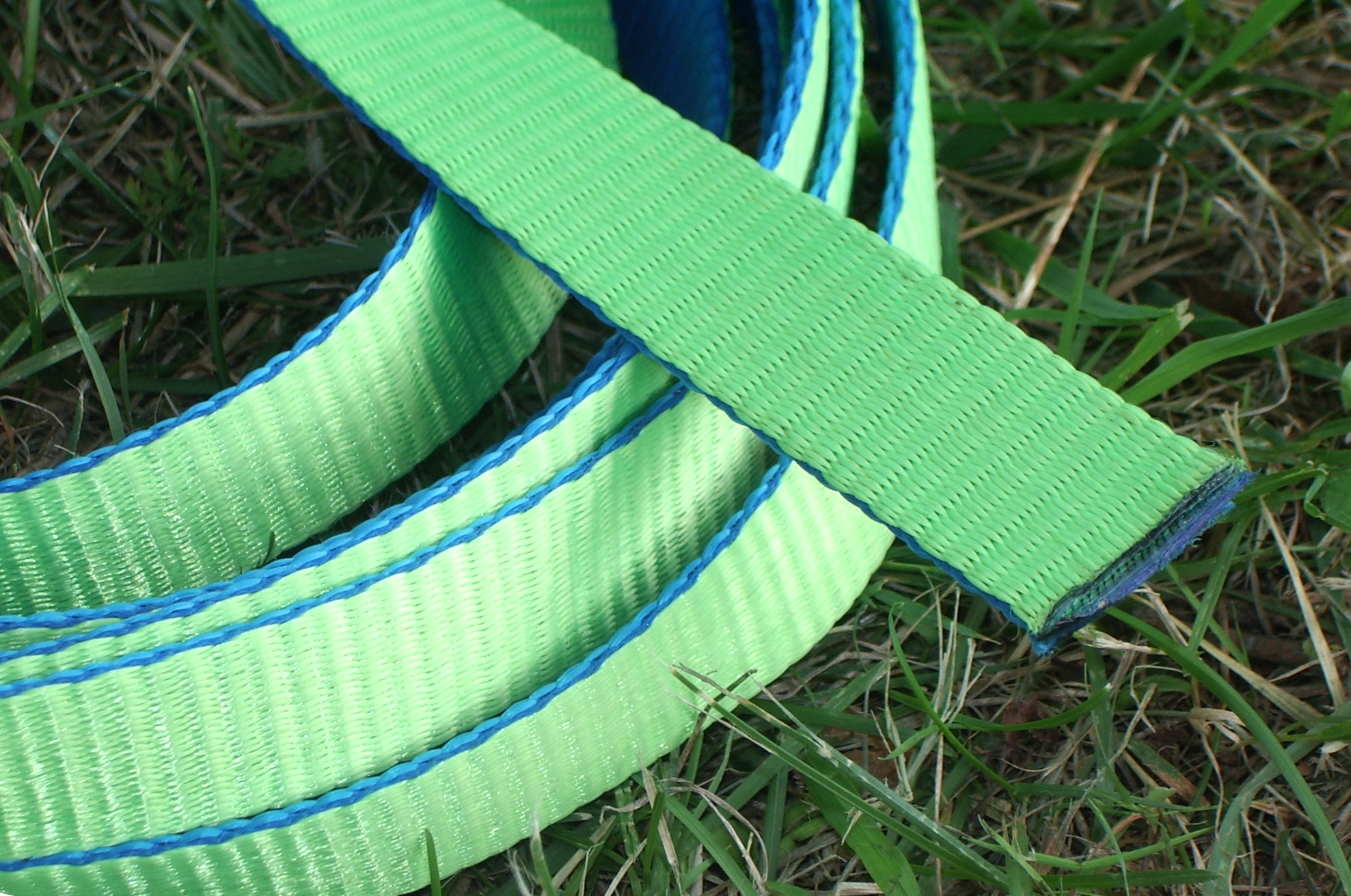
Détail d'une slackline en polyester

Une slackline est une sangle spécifique conçue pour la pratique de la slackline.

## Description
Appelée ligne, slackline ou slack, la sangle est l'élément principal de la pratique de la slackline. Différents types de sangles existent, faisant varier les dimensions, la masse linéique, l'élasticité ou la résistance à la rupture en fonction de la matière et du type de tressage utilisés dans la fabrication de la sangle.

## Dimensions
Deux largeurs de sangles sont fréquemment rencontrées, 25 mm et 50 mm (1 et 2 pouces environ). Les sangles de 50 mm sont généralement utilisées pour la pratique de la jumpline, par souci de confort et du fait des tensions importantes qu'elles peuvent nécessiter pour sauter. Les sangles de 25 mm de large sont préférées pour leur élasticité et leur souplesse dans les autres pratiques telles que la longline / waterline / highline. Les sangles étroites sont aussi préférées des pratiquants par souci d'esthétisme, afin de se rapprocher au maximum d'un fil.
La longueur d'une slackline joue bien plus dans la difficulté de la pratique que sa largeur. À la manière des cordes, les slacklines sont vendues soit à la découpe au mètre, soit déjà découpées en longueurs définies (jusqu'à plusieurs centaines de mètres).
L'épaisseur d'une sangle influe sur son poids et sa résistance. Elle est généralement de 2 à 5 mm.

## Matières
La grande majorité des sangles sont aujourd'hui fabriquées en polyester, très rarement et de moins en moins souvent en nylon. Le compromis résistance à la rupture / légèreté étant recherché, les fabricants sont amenés à concevoir des sangles hybrides, en polyester-Dyneema. Ce matériau, de plus en plus utilisé pour la fabrication de cordes et aussi de sangles, est très léger et résistant, mais ne peut subir de chocs important. Ainsi, l'utilisation de ces sangles est fortement déconseillée en highline, une chute en highline étant considérée comme particulièrement éprouvante pour le matériel.
Les sangles les plus légères sont aujourd'hui réalisées en dyneema (UHMPE), matériau très léger et résistant, mais ne pouvant subir de chocs importants, ce qui exclut en théorie ces sangles de la pratique en highline.

## Propriétés physiques

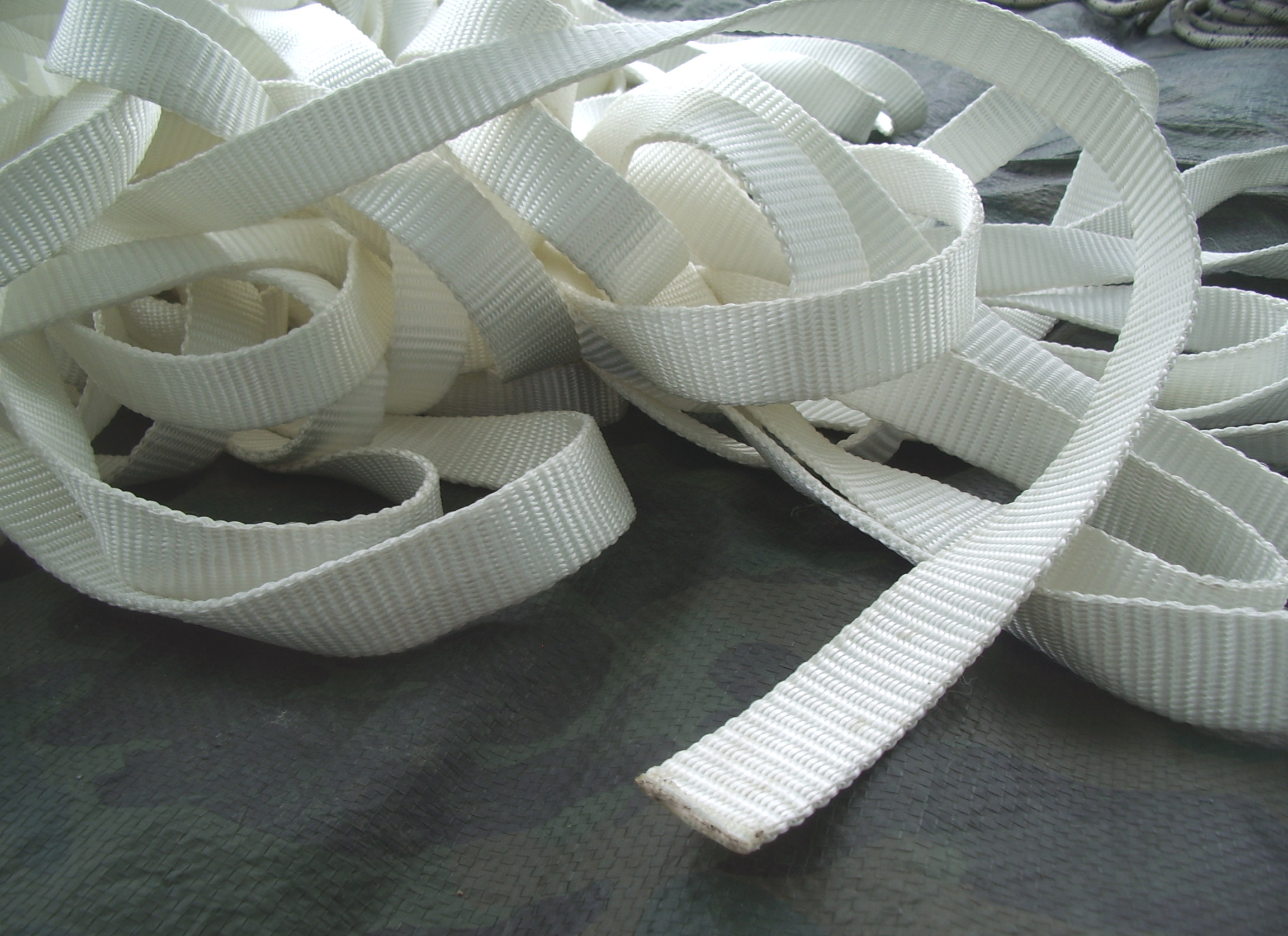
Une slackline plate en polyester

### Poids
La masse linéique des slacklines peut être très variable, allant de 30 g/m à 150 g/m environ. Une sangle légère sera jugée plus facile à slacker, alors qu'une sangle lourde est plus difficile à maîtriser sur les grandes longueurs, son poids jouant un rôle déstabilisant pour le pratiquant car la ligne oscillera plus facilement. Le poids d'une sangle joue aussi sur la facilité à la tendre sur les grandes longueurs.

### Élasticité
L'élasticité d'une sangle est définie par son allongement (en pourcentage de la longueur) lorsqu'elle est soumise à une tension donnée (3, 6, 10, 15, 20, 30 kN). Variant de 3 à 15% pour 10kN de charge, l'élasticité est souvent prônée pour obtenir la sensation de surf et de balancement obtenue sur la ligne lors de la pratique. Pour la jumpline, une grande élasticité est appréciée afin que la ligne se déforme et renvoie l'énergie fournie.

### Résistance mécanique
La résistance à la rupture d'une sangle est déterminante, surtout lors d'une utilisation en highline. Elle est exprimée en kN. Les fabricants de slacklines expriment cette résistance sous la dénomination MBS (Minimum Breaking Strength) en anglais. Il convient cependant d'être prudent car très souvent, les coefficient d'épreuve et coefficient de sécurité ne sont pas spécifiés, laissant penser qu'ils sont considérés égaux à 1. La CMU indiquée correspondrait donc à la charge minimale à la rupture. Elle est variable en fonction des dimensions et des propriétés de la sangle, allant de 10 à plus de 50kN.
La tension recommandée pour une utilisation normale est appelée CMU (charge maximale d'utilisation) / WLL (working load limit). Cette tension va de kn à 14kN. Elle dépendra du style de pratique voulu, une rodéo n'aura pas d'autre tension que celle exercée par le pratiquant tandis qu'une longue highline aura besoin de plus de tensions, déjà pour pouvoir "porter" son propre poids auquel viendra s'ajouter celui du marcheur, qui atteindra un pic encore plus grand lors d'un leash fall.

## Formes
Deux types de sangles sont aujourd'hui utilisées dans la pratique de la slackline : les sangles plates, et les sangles tubulaires. Les sangles plates sont appréciées pour leur élasticité moyenne et leur résistance à l'abrasion, tandis que les sangles tubulaires plaisent pour leur élasticité importante et leur confort.

### Sangle plate
Ce sont les sangles les plus simples.

### Sangle tubulaire
Elles sont appréciées pour leur souplesse de marchage.

## Ancrage

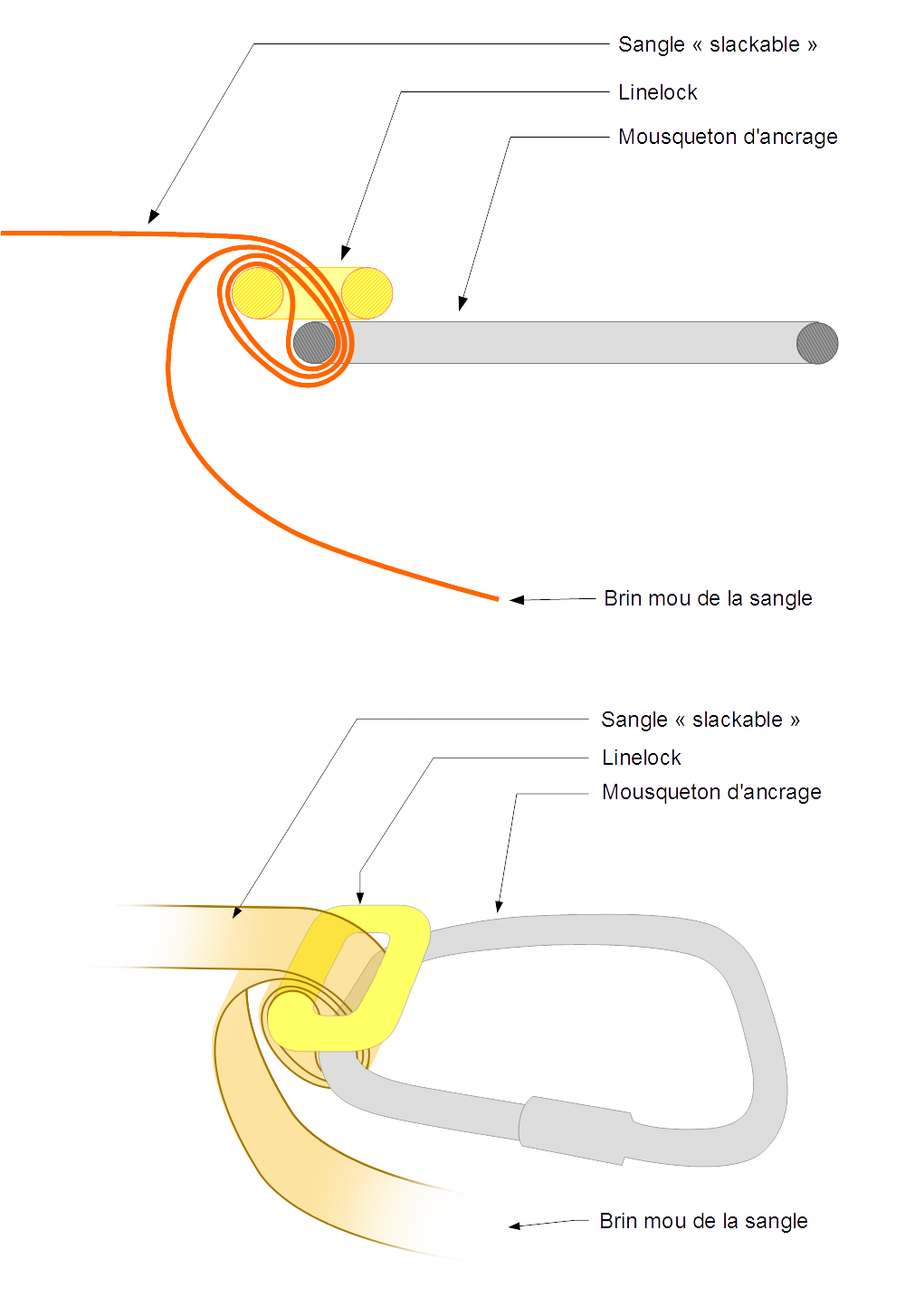
Schéma du blocage d'une slackline par un linelock

Pour éviter de réduire la résistance à la rupture de la sangle, il est déconseillé de la bloquer par un système de nœuds sans autre dispositif. Ainsi, différents mécanismes de blocage de sangle ont été conçus.
- Le linelock est un maillon métallique qui, associé à un nœud simple de la sangle, la bloque pour la fixer au système de tension. Ce système de blocage, très simple, diminue cependant la résistance de la sangle du fait des cisaillements et frottements engendrés. Cette diminution de résistance est estimée de 40%. Ainsi, une sangle résistant à 20kN résistera à 12kN à l'endroit du blocage par le linelock.

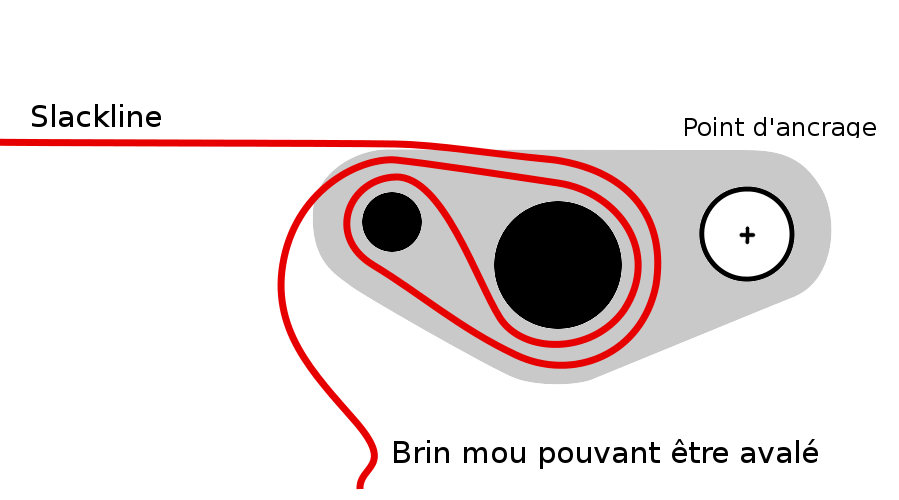
Schéma de fonctionnement d'un système de blocage de sangle de type banana

- Le banana, qui tire son nom de sa forme incurvée, est un système qui bloque la sangle dans un sens mais pas dans l'autre, ce qui permet à l'utilisateur d'en ajuster la longueur. Son deuxième avantage est de ne réduire que très peu la résistance de la sangle (moins de 5%).
- Le line-grip est un système mécanique plus complexe, composé de deux mâchoires qui bloquent la sangle temporairement, lors de la tension, avant d'être relayé par un autre mécanisme de blocage. Le principal avantage offert par le line-grip est de pouvoir retirer le système de tension de l'ensemble sangle - système de tension - ancrages, réduisant ainsi la masse globale (pour plus de confort dans la pratique). Son utilisation limite également les risques de rupture liés au nombre important d'éléments mécaniques sous tension.